# Егоров, Сергей Михайлович
Сергей Михайлович Егоров (1913—1969) — советский партийный деятель, партизан Великой Отечественной войны, Герой Социалистического Труда (1958).

## Биография

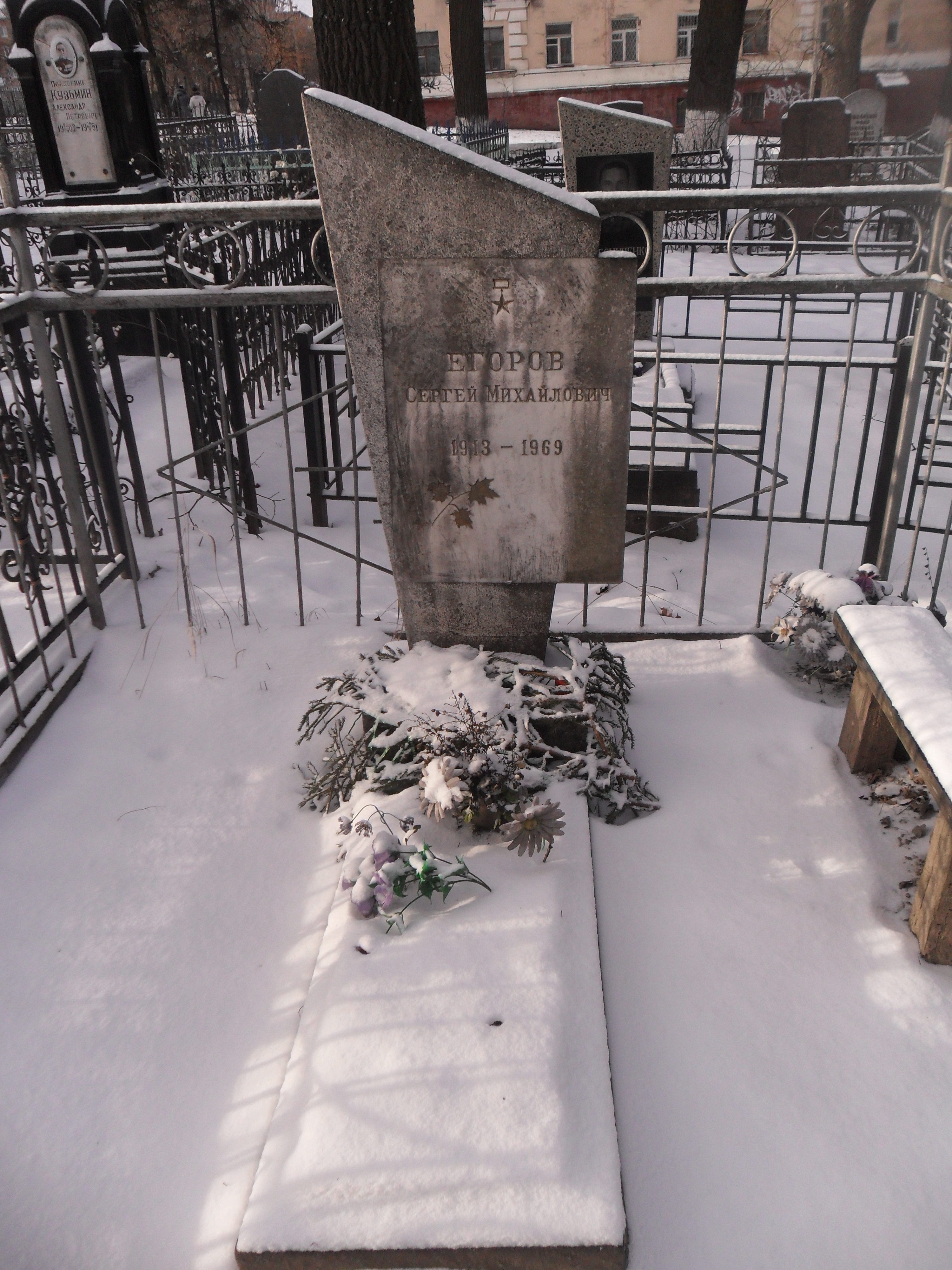
Могила Егорова на кладбище «Клинок» в Смоленске.

Сергей Егоров родился 25 декабря 1913 года в городе Духовщина (ныне — Смоленская область) в крестьянской семье. Окончил начальную школу в селе Тяполово, затем девятилетку и педагогический техникум в Духовщине. С 1931 года работал учителем, затем директором Глазковской неполной средней школы. В 1939—1940 годах Егоров был секретарём Слободского райкома комсомола, в 1940—1941 годах — заведующим Слободским районным отделом народного образования. В годы Великой Отечественной войны одним из первых вступил в партизанский отряд, возглавлявшийся Михаилом Шульцем. В феврале 1942 — марте 1943 годов Егоров был заместителем председателя исполкома Слободского района. В марте 1943 года он стал секретарём, в 1945 году — вторым, а в 1947 году — первым секретарём Слободского райкома ВКП(б). С 1955 года Егоров был первым секретарём Гжатского (ныне — Гагаринского) райкома КПСС.
За время своего руководства Гжатским районом Смоленской области Егоров принял активное участие в развитии его сельского хозяйства, внедрении в его практику передового опыта, повышении продуктивности животноводства и урожайности. Колхозы района первыми в Смоленской области перешли к ежемесячному авансированию, добились миллионных доходов, ввели денежную оплату труда работников.
Указом Президиума Верховного Совета СССР от 10 марта 1958 года за «успехи, достигнутые в работе по увеличению производства и сдачи государству сельскохозяйственных продуктов колхозами и совхозами Гжатского района» Сергей Егоров был удостоен высокого звания Героя Социалистического Труда с вручением ордена Ленина и медали «Серп и Молот».
В 1961—1969 годах Егоров был председателем партийной комиссии при Смоленском обкоме КПСС. Умер 29 апреля 1969 года, похоронен на кладбище «Клинок» в Смоленске.
Депутат Верховного Совета РСФСР 4-го и 5-го созывов, делегат XX съезда КПСС, член Смоленского обкома КПСС, депутат районного и областного Советов народных депутатов. Награждён также медалями «За трудовую доблесть» и «Партизану Отечественной войны» 2-й степени.